# Неємія
Неємія (івр. נְחֶמְיָה; «розрада Бога»; Нехемія; Нееме) — єврейський намісник Юдеї під владою Персії при царі Артаксерсі I (V століття до н. е.). У боротьбі за національну та релігійну консолідацію євреїв Юдеї після повернення з вавилонського полону був соратником Ездри (Єздри). Зробив значний внесок у відновленні Єрусалиму і його храму. Йому приписується авторство біблійної «Книги Неємії». Але на думку ряду дослідників вона складена невідомим хроністом III століття до н. е.

## Статус Неємії у Вавилонії
Син Хахалії, Неємія був виночерпієм при дворі перського царя Артаксеркса I в Сузах, що означало його високий статус в ієрархії Вавилонії. Попросив у царя для себе намісничество (пеха) у провінції Ієхуд (Юдея) і отримав від нього дозвіл відбудувати напівзруйнований Єрусалим. При ньому Юдея, залишаючись під владою перських Ахеменідів, отримала автономію. Неємія мав статус правителя Юдеї на відміну від Єздри, повноваження якого були обмежені релігійними питаннями. Артаксеркс дав Неємії армію, за допомогою якої він міг не тільки стежити за виконанням законів, але їх краще впроваджувати.

## Перший прихід до Єрусалиму
Пройшло, чотири місяці (з Кіслева, т. е. листопада-грудня: 1:1) до Нісана. Все ще йшов двадцятий рік правління Артаксеркса, тому що перший рік, рік його воцаріння, відраховується від місяця Тішрі (вересня-жовтня).
Неємія в Сузах дізнається про велику біду, з тими, хто залишився в Юдеї і Єрусалимі і вирішує спитати дозволу в царя, щодо відновлення Єрусалиму.

## Відбудова Єрусалиму
Після прибуття до міста Неємія одразу вирушив в нічний обхід для того, щоб скласти план відбудови і зміцнення його стін. Зробити це було потрібно в дуже стислі терміни, адже багато племен, які жили в Юдеї, були проти відновлення статусу Єрусалиму. За наказом Неємії майже всі жителі міста були залучені до відбудови. Тоді, як будівельники працювали, армія захищала місто від нападів з боку сусідніх народів. Цьому перешкоджали самаритяни на чолі з Санаваллатом, які вважали себе частиною юдейського народу і віри; їх почали пригноблювати з прибуттям Неємії і не допускати до святинь міста. Неємія відкидав їхню приналежність до юдеїв і вважав їх чужинцями, які прибули в Юдею під час міграції населення у період Вигнання царства Ізраїлевого (722 до н. е.). Аристократія боялася, що відбудова міста вдарить по їхнім доходам через те, що в Єрусалим не допускатимуться чужоземні торговці. Неємія вступив у серйозний конфлікт з єрусалимської знаттю, ворожість якої особливо посилилася після проведення намісником ряду соціальних реформ, спрямованих на поліпшення становища широких верств населення Юдеї. Так він звільнив потрапивших у боргове рабство селян і повернув їм їхні спадкові наділи, також відмовився від свого права, областеначальника, брати податки. Через це проти Немії утворилася коаліція супротивників.
Важка робота призвела до того, що стіну побудували за 52 дня. Неємія вельми підняв статус Єрусалима, який став головним містом Юдеї. Укріплені стіни не тільки забезпечили надійний захист від нападів, але також захистили юдейський спосіб життя в Єрусалимі, оскільки ворота міста закривалися в суботу і перешкоджали торгівлі з чужинцями в його межах. По закінченню робіт по зміцненню Єрусалиму, в свято Суккот, коли юдеї здійснювали паломництво до Єрусалимського храму, Езра публічно читав і тлумачив закони Тори, після чого народ узяв на себе зобов'язання дотримуватися їх. Було звернуто особливу увагу на те, щоб не вступати в подружні зв'язки з чужинцями, не торгувати в суботній день, встановити постійні внески на користь храму, видавати священикам та левитам так звані начатки і десятини. Після цього Неємія змушений був повернутися до Вавилону.

## Другий прихід до Єрусалиму
Через певний час Неємія знову прибув в Єрусалим і дізнався про злодіяння священника Елиашива, який відділив для свого близького родича Товії кімнату в домі Божім, де перед цим клали хлібне приношення, вино і масло і десятини хліба для левитів, превратників і приношення для священників. Після чого Неємія повернув те, що було при ньому. Так, зокрема, за його розпорядженням був видалений з приміщення при храмі Товія Аммонітянин і домашні його речі були викинуті. Він відновив богослужбовий порядок, узаконений внесок десятин; заборонив знову торгівлю, польові і всякі роботи в суботні дні. Разом з Ездрою він зібрав в одне приміщення книги богонавернутих письменників і влаштував книгосховище при храмі.